# Ugocsa vármegye
Ugocsa vármegye (németül: Komitat Ugotsch, szlovákul: Ugočská župa) közigazgatási egység volt a Magyar Királyság északkeleti részében, utolsó székhelye Nagyszőlős volt. Területe Ukrajna, Magyarország és Románia között van felosztva.

## Földrajza
A vármegye területének nagy része túlnyomóan síkság volt. A keleti részére, a Tisza folyó bal partjára benyúlt az Alföld, míg a folyó jobb partján kisebb hegység, a Nagyszőlősi-hegység feküdt. Legfontosabb folyója a Tisza.
Északról Bereg vármegye, keletről Máramaros és Szatmár, délről Szatmár vármegye, nyugatról pedig Bereg és Szatmár vármegyék határolták.

## Története
Ugocsa vármegye előzménye a 12. századtól az ugocsai erdőispánság volt, amelyik a 14. században a sásvári várispánsággal (Tiszasásvár) egyesülve alakította ki a nemesi Ugocsa vármegyét. A volt erdőispánság jelentős területei azonban Máramaroshoz és Szatmár vármegyéhez kerültek.
Területe 1910-ben 1213 km² volt.
1918-ban Ugocsa északi részét a csehszlovák hadsereg, a déli részét pedig a román hadsereg megszállta meg. Az I. Világháborút lezáró trianoni békeszerződés alapján a vármegyét ketté osztották, és 809 km²-es északi részét Csehszlovákia, a 404 km²-es területű déli részét Romániához kapta meg. Magyarországnak csak Nagyhódos és Garbolcz közelében két kis lakatlan rész maradt meg. (A terület, a Túr folyó vándorlása miatt, alakult ki, amikor a vármegye határai kialakultak, a Túr folyónak még teljesen más volt a folyásvonala, mint ma. Azóta a kanyarulatai természetes módon vándoroltak, ma már a kivágott Tur Erdő délnyugati részén, közigazgatásilag pedig Fertös Almás része volt.) Ezek a területek, az 1923-as közigazgatási rendezéskor Szatmár, Ugocsa és Bereg k.e.e. vármegye része lett.
Az első bécsi döntés alapján 1938-ban Magyarország más területek mellett visszakapta Ugocsa határmenti nyugati részét, ami az ekkor alakult Bereg és Ugocsa közigazgatásilag egyelőre egyesített vármegye része lett. 1939-ben, amikor a magyar csapatok visszafoglalták Kárpátalját, annak a Trianon előtt Ugocsa vármegyéhez tartozott részeit a Máramarosi közigazgatási kirendeltségbe osztották be.
Amikor 1940-ben a második bécsi döntéssel Magyarországhoz visszacsatolták Ugocsa déli részét is, ekkor megszüntették Bereg és Ugocsa  k. e. e. vármegyéket, és a két vármegye újra önállóvá vált . Ekkor Ugocsához nemcsak a Romániától visszatért részt, hanem az 1939-ben Kárpátaljánál hagyott községeinek nagyobb részét is hozzákapcsolták, így a vármegye területe 1941-ben 894 km² volt.
A második világháború után a Szovjetunióval kötött fegyverszüneti szerződés értelmében visszaálltak az 1938 előtti határok.
Ugocsa északi részét azonban 1946-ban Kárpátalja részeként Csehszlovákia „átadta” a Szovjetuniónak, azon belül az  Ukrán Sz.Sz.K.-nak.
Ugocsa vármegye Magyarországon maradt jelentéktelen része Nagyhódos és Garbolcz része. 1945-től Szatmár-Bereg megye, majd az 1950-es megyerendezés után Szabolcs-Szatmár megye, 1990 óta pedig Szabolcs-Szatmár-Bereg megye része. Az északi rész a Szovjetunió felbomlása óta Ukrajna Kárpátontúli területéhez, azon belül nagyrészt a Nagyszőlősi, kisebb részei a Huszti és az Ilosvai járáshoz került, az egykori vármegye déli része pedig a romániai Szatmár megyéhez.

## Lakossága
- A lakosság száma 1857-ben[3] 54 426 volt. Közülük 32 384 magyar (59,50%), 16 908 ruszin (31,07%), 5143 román (9,43%) anyanyelvű volt.

A vármegye összlakossága 1891-ben 75 461 személy volt, ebből:

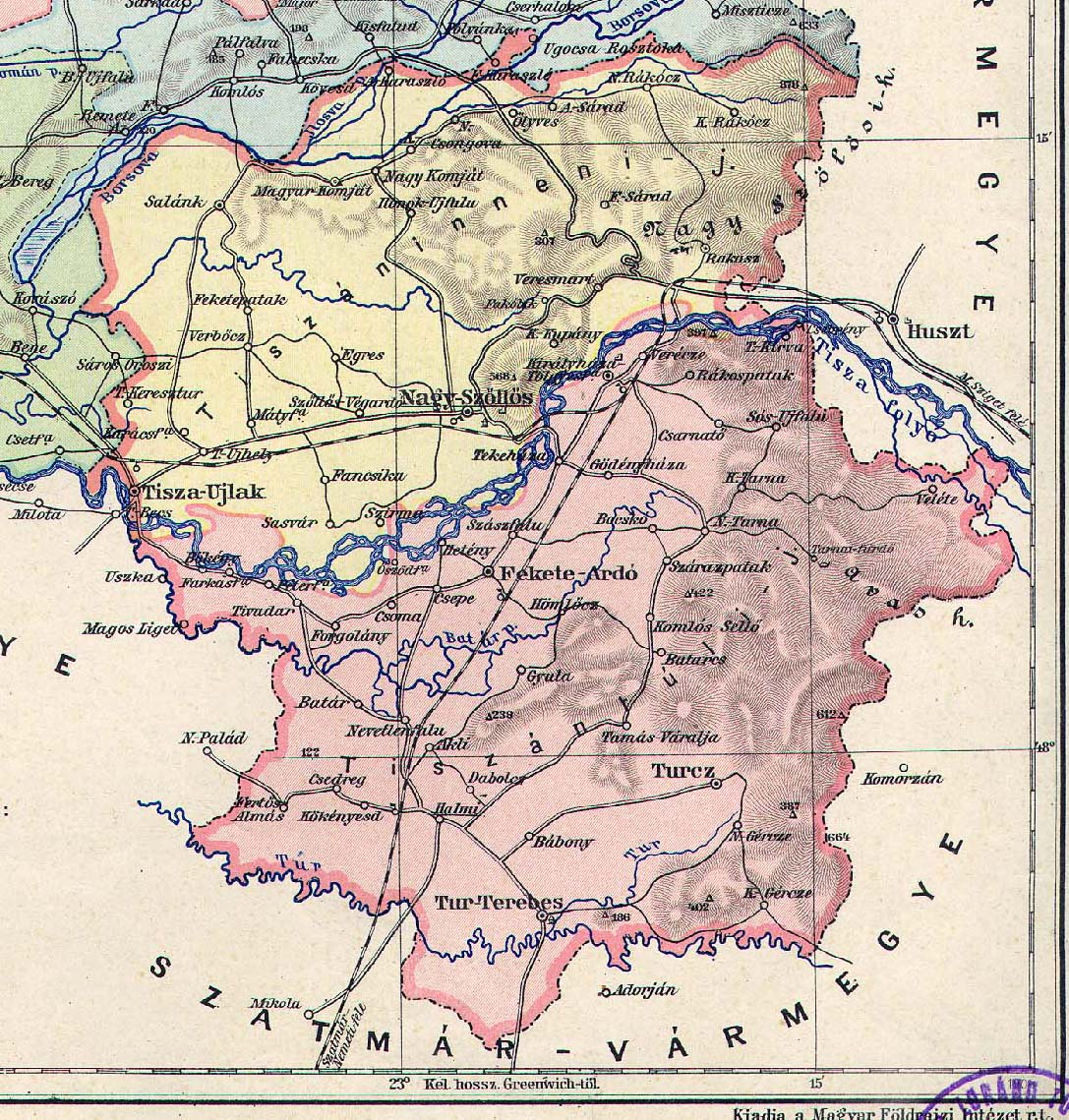
Ugocsa vármegye közigazgatási térképe 1910-ből

- 32 076 (42,51%) ruszin
- 28 852 (38,23%) magyar
- 8830 (11,70%) román
- 5447 (7,22%) német
- 40 szlovák
- 216 egyéb

## Közigazgatás
A vármegye évszázadokon át két járásra volt felosztva, csupán 1918-ban szerveztek egy harmadikat:
- Tiszáninneni járás, székhelye Nagyszőlős (elnevezése 1918-tól Nagyszőllősi járás volt)
- Tiszántúli járás, székhelye Halmi (elnevezése 1918-tól Halmi járás volt)
- Királyházai járás, székhelye Királyháza (1918-ban szervezték)

1938–40 között, amikor az első bécsi döntés következményeként Magyarországhoz tartozott és Bereg és Ugocsa k.e.e. vármegye része volt a vármegye nyugati sávja, az egykori Ugocsa községei a Tiszaújlaki járáshoz tartoztak, melynek székhelye Tiszaújlak volt.
1940-44 között, amikor a vármegye egésze ismét Magyarországhoz tartozott és nagy része ismét önálló megyeként működött, a járási beosztás az alábbi volt:
- Nagyszőlősi járás, székhelye Nagyszőlős
- Halmi járás, székhelye Halmi